# Tomáš Galásek
Tomáš Galásek (pronunție în cehă [ˈtomaːʃ ˈɡalaːsɛk]; n. 15 ianuarie 1973) este un fost jucător de fotbal ceh, în prezent antrenor. El a jucat pe posturile de mijlocaș defensiv și fundaș central.

## Cariera la echipe
Galásek și-a început cariera la Banik Ostrava în 1991, înainte de a se transfera la Willem II Tilburg în 1997. Cu Willem II, el a ajuns pe locul cinci în Eredivisie, care a dus la calificarea echipei în Cupa UEFA pentru prima dată după 30 de ani. De atunci, el a jucat 4 meciuri în Cupa UEFA. În 1998-1999, Willem II a depășit performanța din anul precedent, terminând pe locul doi în campionat. Pentru prima dată în istorie, Willem II s-a calificat în Liga Campionilor UEFA. În această competiție, Galásek a jucat cinci meciuri pentru Willem II. Galásek a ajuns la Ajax în vara anului 2000. Cu Ajax, el a câștigat campionatul național de două ori, cupa națională o dată și a jucat de 26 de ori în Liga Campionilor. Din 2006, a jucat pentru 1. FC Nürnberg în Bundesliga, după ce a semnat un contract pe doi ani cu clubul german. Pe 15 august 2008 a semnat un contract cu Banik Ostrava. Pe 19 decembrie a semnat un contract cu Borussia Mönchengladbach. În iulie 2009 s-a retras din fotbalul profesionist dar a revenit în Bayernliga pe 31 august 2009, când a semnat cu FSV Erlangen-Bruck.

## Cariera internațională
În 1995 a debutat în echipa națională de fotbal a Cehiei și a jucat în semifinala Campionatului European din 2004. Până în mai 2007, a înregistrat peste 50 de selecții pentru țara sa. A participat la Campionatul Mondial din 2006, în calitate de căpitan al echipei cehe.
În iunie 2008, după ce naționala sa a pierdut în fața Turciei la UEFA Euro 2008, și-a anunțat retragerea de la echipa națională.

## Viața privată
Tomáš Galásek s-a născut la 15 ianuarie 1973 în Frydek-Mistek din părinți cehi. În 1994, s-a căsătorit cu soția sa, Sylvie. Împreună au doi copii Denisa (21 de ani) și Tom (16 ani). În prezent, s-a stabilit cu familia sa în Eckental - în suburbiile orașului Nuernberg, Germania.

## Statistici privind cariera

### Club
| Performanța clubului | Performanța clubului     | Performanța clubului | Ligă    | Ligă   |
| Sezon                | Club                     | Ligă                 | Meciuri | Goluri |
| Cehoslovacia         | Cehoslovacia             | Cehoslovacia         | Ligă    | Ligă   |
| -------------------- | ------------------------ | -------------------- | ------- | ------ |
| 1991-1992            | Baník Ostrava            | Prima ligă           | 10      | 0      |
| 1992-1993            | Baník Ostrava            | Prima ligă           | 30      | 1      |
| Republica Cehă       | Republica Cehă           | Republica Cehă       | Ligă    | Ligă   |
| 1993-1994            | Baník Ostrava            | Gambrinus liga       | 30      | 0      |
| 1994-1995            | Baník Ostrava            | Gambrinus liga       | 25      | 3      |
| 1995-1996            | Baník Ostrava            | Gambrinus liga       | 26      | 5      |
| Olanda               | Olanda                   | Olanda               | Ligă    | Ligă   |
| 1996-1997            | Willem II                | Eredivisie           | 16      | 0      |
| 1997-1998            | Willem II                | Eredivisie           | 31      | 3      |
| 1998-1999            | Willem II                | Eredivisie           | 32      | 5      |
| 1999-1900            | Willem II                | Eredivisie           | 31      | 3      |
| 2000-01              | Ajax                     | Eredivisie           | 33      | 8      |
| 2001-02              | Ajax                     | Eredivisie           | 23      | 1      |
| 2002-03              | Ajax                     | Eredivisie           | 30      | 5      |
| 2003-04              | Ajax                     | Eredivisie           | 29      | 4      |
| 2004-05              | Ajax                     | Eredivisie           | 13      | 2      |
| 2005-06              | Ajax                     | Eredivisie           | 26      | 4      |
| Germania             | Germania                 | Germania             | Ligă    | Ligă   |
| 2006-07              | 1. FC Nürnberg           | Bundesliga           | 32      | 2      |
| 2007-08              | 1. FC Nürnberg           | Bundesliga           | 31      | 2      |
| Republica Cehă       | Republica Cehă           | Republica Cehă       | Ligă    | Ligă   |
| 2008-09              | Baník Ostrava            | Gambrinus liga       | 14      | 0      |
| Germania             | Germania                 | Germania             | Ligă    | Ligă   |
| 2008-09              | Borussia Mönchengladbach | Bundesliga           | 15      | 0      |
| 2009-10              | FSV Erlangen-Bruck       | Bayernliga           | 16      | 1      |
| 2010-11              | FSV Erlangen-Bruck       | Bayernliga           | 7       | 1      |
| Țară                 | Cehoslovacia             | Cehoslovacia         | 40      | 1      |
| Țară                 | Republica Cehă           | Republica Cehă       | 95      | 8      |
| Țară                 | Olanda                   | Olanda               | 264     | 35     |
| Țară                 | Germania                 | Germania             | 101     | 6      |
| Total                | Total                    | Total                | 494     | 49     |

## Titluri
AFC Ajax
- Eredivisie: 2001-2002, 2003-2004
- Cupa KNVB: 2001-2002, 2005-2006
- Supercupa olandeză: 2002, 2005

1. FC Nürnberg
- DFB-Pokal : 2006-2007

## Cariera de antrenor
În sezonul 2011-2012, Galásek a pregătit echipa U15 din FSV Erlangen-Bruck, unde a jucat fiul său. În anul următor, a fost numit drept antrenor secund al echipei naționale de fotbal a Cehiei. În sezonul 2013-2014 a fost numit secund al echipei 1. FC Schweinfurt 05. În vara anului 2015, a devenit antrenorul principal al echipei SpVgg SV Weiden.